# Futbol als Jocs Olímpics d'estiu de 1964
Als Jocs Olímpics d'Estiu de 1964 celebrats a la ciutat de Tòquio (Japó) es disputà una competició de futbol en categoria masculina. La competició tingué lloc entre els dies 11 i 23 d'octubre de 1964 a l'Estadi Olímpic de Tòquio i altres seus japoneses.

## Comitès participants
Hi participaren un total de 214 futbolistes de 14 comitès nacionals diferents:
| - Alemanya - Argentina - Brasil - Corea del Sud - Ghana | - Hongria - Iran - Iugoslàvia - Japó - Marroc | - Mexico - República Àrab Unida - Romania - Txecoslovàquia |

Les seleccions d'Itàlia i Corea del Nord estigueren classificiades, però finalment foren eliminades de la competició.

## Seus
- Estadi Olímpic de Tòquio (Tòquio)
- Chichibunomiya Rugby Stadium (Tòquio)
- Komazawa Stadium (Tòquio)
- Mitsuzawa Stadium (Yokohama)
- Ōmiya Park Soccer Stadium (Ōmiya)
- Nishikyogoku Athletic Stadium (Kyoto)
- Estadi Nagai (Osaka)

## Resum de medalles
| Prova          | Or | Argent | Bronze |
| Futbol masculí | Hongria Ferenc Bene · Tibor Csernai · János Farkas · József Gelei · Kálmán Ihász · Sándor Katona · Imre Komora · Ferenc Nógrádi · Dezső Novák · Árpád Orbán · Károly Palotai · Antal Szentmihályi · Gusztáv Szepesi · Zoltán Varga | Txecoslovàquia Jan Brumovský · Ludovít Cvetler · Ján Geleta · František Knebort · Karel Knesl · Karel Lichtnégl · Vojtech Masný · Štefan Matlák · Ivan Mráz · Karel Nepomucký · Karel Zdenek Picman · František Schmucker · Anton Svajlen · Anton Urban · František Volosek · Josef Vojta · Vladimír Weiss | Alemanya Gerd Backhaus · Wolfgang Barthels · Bernd Bauchspieß · Gerhard Körner · Otto Fräßdorf · Henning Frenzel · Dieter Engelhardt · Herbert Pankau · Manfred Geisler · Jürgen Heinsch · Klaus Lisiewicz · Jürgen Nöldner · Peter Rock · Klaus-Dieter Seehaus · Hermann Stöcker · Werner Unger · Klaus Urbanczyk · Eberhard Vogel · Manfred Walter · Horst Weigang |

## Medaller
| Posició | País           | Or | Argent | Bronze | Total |
| 1       | Hongria        | 1  | 0      | 0      | 1     |
| 2       | Txecoslovàquia | 0  | 1      | 0      | 1     |
| 3       | Alemanya       | 0  | 0      | 1      | 1     |

## Resultats

### Primera ronda
Grup A
|          | J | G | E | P | GF | GC | Pts |
| -------- | - | - | - | - | -- | -- | --- |
| Alemanya | 3 | 2 | 1 | 0 | 7  | 1  | 5   |
| Romania  | 3 | 2 | 1 | 0 | 5  | 2  | 5   |
| Mèxic    | 3 | 0 | 1 | 2 | 2  | 6  | 1   |
| Iran     | 3 | 0 | 1 | 2 | 1  | 6  | 1   |

| Romania                                      | 3–1   | Mèxic       |
| -------------------------------------------- | ----- | ----------- |
| Creiniceanu 20' · Pârcălab 33' · Ionescu 47' | Resum | Fragoso 73' |

 Tòquio

Àrbitre: Yozo Yokohama (JAP)

Assistència:        
| Alemanya                                    | 4–0   | Iran |
| ------------------------------------------- | ----- | ---- |
| Bauchspieß 7' · Vogel 20' 63' · Frenzel 44' | Resum |      |

 Yokohama

Àrbitre: Eunapio De Queiroz (BRA)

Assistència: 15.000        
| Iran       | 1–1   | Mèxic        |
| ---------- | ----- | ------------ |
| Nirlou 59' | Resum | González 54' |

 Tòquio

Àrbitre: John Stanley Wontumi (GHA)

Assistència:        
| Alemanya    | 1–1   | Romania       |
| ----------- | ----- | ------------- |
| Frenzel 22' | Resum | Pavlovici 27' |

 Tòquio

Àrbitre: Vaclav Korelus (TCH)

Assistència: 25.000        
| Alemanya                  | 2–0   | Mèxic |
| ------------------------- | ----- | ----- |
| Barthels 37' · Nölder 66' | Resum |       |

 Yokohama

Àrbitre: Gregg De Silva (MAS)

Assistència: 13.000        
| Romania       | 1–0   | Iran |
| ------------- | ----- | ---- |
| Pavlovici 26' | Resum |      |

 Tòquio

Àrbitre: Miguel Comesana (ARG)

Assistència:        
Grup B
|                | J | G | E | P | GF | GC | Pts |
| -------------- | - | - | - | - | -- | -- | --- |
| Hongria        | 2 | 2 | 0 | 0 | 12 | 5  | 4   |
| Iugoslàvia     | 2 | 1 | 0 | 1 | 8  | 7  | 2   |
| Marroc         | 2 | 0 | 0 | 2 | 1  | 9  | 0   |
| Corea del Nord | 0 | 0 | 0 | 0 | 0  | 0  | 0   |

| Hongria                      | 6–0   | Marroc |
| ---------------------------- | ----- | ------ |
| Bene 13' 38' 70' 74' 78' 87' | Resum |        |

 Tòquio

Àrbitre: Kim Duk Chun (KOR)

Assistència:        
| Iugoslàvia                   | 3–1   | Marroc      |
| ---------------------------- | ----- | ----------- |
| Samardžić 8' · Belin 12' 59' | Resum | Bouachra 2' |

 Yokohama

Àrbitre: Hussein Imam (RAU)

Assistència: 5.000        
| Hongria                                        | 6–5   | Iugoslàvia                                |
| ---------------------------------------------- | ----- | ----------------------------------------- |
| Csernai 5' 11' 44' 63' · Farkas 18' · Bene 25' | Resum | Osim 1' 82' · Belin 12' 35' · Zambata 31' |

 Tòquio

Àrbitre: Genishi Fukushima (JAP)

Assistència: 15.000        
Grup C
|                      | J | G | E | P | GF | GC | Pts |
| -------------------- | - | - | - | - | -- | -- | --- |
| Txecoslovàquia       | 3 | 3 | 0 | 0 | 12 | 2  | 6   |
| República Àrab Unida | 3 | 1 | 1 | 1 | 12 | 6  | 3   |
| Brasil               | 3 | 1 | 1 | 1 | 5  | 2  | 3   |
| Corea del Sud        | 3 | 0 | 0 | 3 | 1  | 20 | 0   |

| Brasil      | 1–1   | República Àrab Unida |
| ----------- | ----- | -------------------- |
| Roberto 10' | Resum | Shanin 90'           |

 Tòquio

Àrbitre: Rudi Glöckner (ALE)

Assistència:        
| Txecoslovàquia                                           | 6–1   | Corea del Sud  |
| -------------------------------------------------------- | ----- | -------------- |
| Lichtnégl 25' · Vojta 26' · Mráz 32' 68' · Masný 43' 71' | Resum | Lee Yi-Woo 59' |

 Tòquio

Àrbitre: Rafael Valenzuela (MEX)

Assistència:        
| Txecoslovàquia                                    | 5–1   | República Àrab Unida |
| ------------------------------------------------- | ----- | -------------------- |
| Vojta 5' 27' · Urban 36' · Mráz 83' · Cvetler 84' | Resum | Riad 53'             |

 Tòquio

Àrbitre: Istvan Zsolt (HON)

Assistència:        
| Brasil                                        | 4–0   | Corea del Sud |
| --------------------------------------------- | ----- | ------------- |
| Zé Roberto 30' · Elizeu 44' 54' · Roberto 73' | Resum |               |

 Yokohama

Àrbitre: Salih Mohamed Boukkili        
| República Àrab Unida                                                                 | 10–0  | Corea del Sud |
| ------------------------------------------------------------------------------------ | ----- | ------------- |
| Riad 14' 17' 40' 48' 72' 77' · Mohamed 50' · Elfanagili 61' · Etman 66' · Hassan 78' | Resum |               |

 Tòquio

Àrbitre: Rudi Glöckner (ALE)

Assistència:        
| Txecoslovàquia | 1–0   | Brasil |
| -------------- | ----- | ------ |
| Valošek 77'    | Resum |        |

 Tòquio

Àrbitre: Hossein Tehrani (IRN)

Assistència:        
Group D
|           | J | G | E | P | GF | GC | Pts |
| --------- | - | - | - | - | -- | -- | --- |
| Ghana     | 2 | 1 | 1 | 0 | 4  | 3  | 3   |
| Japó      | 2 | 1 | 0 | 1 | 5  | 5  | 2   |
| Argentina | 2 | 0 | 1 | 1 | 3  | 4  | 1   |
| Itàlia    | 0 | 0 | 0 | 0 | 0  | 0  | 0   |

| Argentina | 1–1   | Ghana         |
| --------- | ----- | ------------- |
| Bulla 26' | Resum | E. Acquah 80' |

 Yokohama

Àrbitre: Menachem Ashkenazi (ISR)

Assistència: 25.000        
| Japó                                   | 3–2   | Argentina         |
| -------------------------------------- | ----- | ----------------- |
| Sugiyama 54' · Kawabuchi 81' · Ogi 82' | Resum | Domínguez 24' 62' |

 Tòquio

Àrbitre: Aleksandar Skoric (IUG)

Assistència:        
| Japó                        | 2–3   | Ghana                                       |
| --------------------------- | ----- | ------------------------------------------- |
| Sugiyama 12' · Yaegachi 52' | Resum | Agyemang 27' · S. Acquah 69' · Fulaiteh 80' |

 Tòquio

Àrbitre: Cornel Nitescu (ROM)

Assistència:        

### Quarts de final
| Alemanya   | 1–0   | Iugoslàvia |
| ---------- | ----- | ---------- |
| Frenzel 1' | Resum |            |

 Tòquio

Àrbitre: De Silva (MAS)

Assistència:        
| Hongria        | 2–0   | Romania |
| -------------- | ----- | ------- |
| Csernai 2' 84' | Resum |         |

 Yokohama

Àrbitre: Menachem Ashkenazi (ISR)

Assistència:        
| República Àrab Unida                           | 5–1   | Ghana    |
| ---------------------------------------------- | ----- | -------- |
| Badawi 42' 61' · Riad 65' · Elfanagili 69' 85' | Resum | Mfum 37' |

 Tòquio

Àrbitre: Glöckner (GDR)

Assistència:        
| Txecoslovàquia                           | 4–0   | Japó |
| ---------------------------------------- | ----- | ---- |
| Brumovský 43' 59' · Vojta 69' · Mráz 86' | Resum |      |

 Tòquio

Àrbitre: De Queiroz (BRA)

Assistència:        

### Semifinals
| Hongria                              | 6–0   | República Àrab Unida |
| ------------------------------------ | ----- | -------------------- |
| Bene 7' 20' 66' 77' · Komora 29' 58' | Resum |                      |

 Tòquio

Àrbitre: Miguel Comesana (ARG)

Assistència:        
| Txecoslovàquia           | 2–1   | Alemanya   |
| ------------------------ | ----- | ---------- |
| Lichtnégl 47' · Mráz 89' | Resum | Nölder 25' |

 Tòquio

Àrbitre: Menachem Ashkenazi (ISR)

Assistència: 20.000        

### Tercer lloc
| Alemanya                              | 3–1   | República Àrab Unida |
| ------------------------------------- | ----- | -------------------- |
| Frenzel 17' · Vogel 48' · Stöcker 56' | Resum | Attia 75'            |

 Tòquio

Àrbitre: Yozo Yokohama (JAP)

Assistència: 60.000        

### Primer lloc
| Hongria              | 2–1   | Txecoslovàquia |
| -------------------- | ----- | -------------- |
| Weiss 47' · Bene 59' | Resum | Brumovský 80'  |

 Tòquio

Àrbitre: Menachem Ashkenazi (ISR)

Assistència: 75.000        